# ATP Challenger Amarillo
Der ATP Challenger Amarillo (offiziell: Amarillo Challenger) war ein von der Association of Tennis Professionals (ATP) ausgerichtetes Tennisturnier, das zwischen 1984 und 2000 viermal in Amarillo, Texas, stattfand. Es gehörte zur ATP Challenger Tour und wurde in der Halle auf Hartplatz gespielt.

## Liste der Sieger

### Einzel
| Jahr                         | Sieger                | Finalgegner         | Ergebnis          |
| ---------------------------- | --------------------- | ------------------- | ----------------- |
| 2000                         | Michael Craig Russell | Stefano Pescosolido | 7:5, 6:2          |
| 1999                         | Gabriel Trifu         | Brian MacPhie       | 5:7, 6:4, 6:2     |
| 1998                         | nicht ausgetragen     | nicht ausgetragen   | nicht ausgetragen |
| 1997                         | Peter Tramacchi       | Tuomas Ketola       | 6:4, 5:7, 6:3     |
| 1996                         | Sargis Sargsian       | Mark Knowles        | 7:6, 6:3          |
| 1985–1995: nicht ausgetragen |                       |                     |                   |
| 1984                         | Marty Davis           | Robert Seguso       | 6:4, 6:4          |

### Doppel
| Jahr                         | Sieger                     | Finalgegner                       | Ergebnis          |
| ---------------------------- | -------------------------- | --------------------------------- | ----------------- |
| 2000                         | Brian MacPhie Michael Hill | Brandon Coupe Michael Sell        | 7:5, 6:2          |
| 1999                         | Bob Bryan Mike Bryan       | Grant Doyle Andrew Painter        | 6:4, 6:2          |
| 1998                         | nicht ausgetragen          | nicht ausgetragen                 | nicht ausgetragen |
| 1997                         | Geoff Grant Mark Merklein  | Mark Petchey Andrew Rueb          | 6:2, 6:2          |
| 1996                         | Maks Mirny Kevin Ullyett   | Justin Gimelstob Jeff Salzenstein | 6:3, 6:4          |
| 1985–1995: nicht ausgetragen |                            |                                   |                   |
| 1984                         | Marty Davis Chris Dunk     | Mike Brunnberg Bruce Kleege       | 6:4, 6:3          |